# حونی
حونی واپسین فرعون دودمان سوم مصر باستان بود. او پس از خع‌با به پادشاهی رسید.

## خانواده
حونی پدر حتپ‌حرس یکم، همسر سنفرو نخستین پادشاه دودمان چهارم، بود. بر پایه نوشته‌های پاپیروس پیریس، سنفرو پس از حونی بر تخت نشست؛ با این حال روشن نیست که آیا سنفرو پسر حونی بوده یا نه.

## دوران
نام حونی در میان درباریان ارشد دربار فرعون جوسر دیده می‌شود و اگر این دو یکی باشند، به نظر می‌رسد که حونی باید در سن بالایی به تاج و تخت رسیده باشد. طول دوران فرمانروایی او در فهرست تورین ۲۴ سال ذکر شده است.
حونی در جزیره الفانتین دژی بنا نهاد که برای حفاظت از مرزهای جنوبی مصر در نظر گرفته شده بود. وزیر او در این هنگام کسی به نام "کاگمی" بود.
حونی را سازنده هرمی بزرگ در میدوم می‌دانند که این هرم بزرگتر از آنچه جوزر بنا نهاد، است. با آنکه با مرگ حونی کار ساخت این هرم ناتمام ماند، سنفر آن را در سال‌های آغازین فرمانرواییش کامل کرد. مدرکی دال بر اینکه هرم میدوم آرامگاه حونی بوده باشد در دست نیست، با این حال نام سنفرو نه تنها در این هرم پیدا شده است که فرزندان او، از جمله شاهزادگان نفرمات و راهوتپ، در مصطبه‌های گورستان کنار این هرم به خاک سپرده شده‌اند. از این رو احتمال بیشتری است که سنفرو این هرم را در دوران خود ساخته باشد و آن را از هرمی پلکانی به هرمی حقیقی تبدیل کرده باشد. این هرم از آن هنگام تاکنون فرو ریخته است و تنها مرکز آن به جای مانده.